# 美日切错
33°38′27″N 89°43′05″E / 33.64083°N 89.71806°E
美日切错也作美日切错玛日位于中国西藏自治区北部那曲市双湖县境内，地处双湖县东部，美日切岗根南麓。湖面海拔5354米，面积64平方公里。